# (1959) Карбышев
(1959) Карбышев — астероид главного пояса, который был открыт 14 июля 1972 года советским астрономом Л. В. Журавлёвой в Крымской астрофизической обсерватории и 30 июня 1977 года назван в честь советского генерал-лейтенанта, Героя Советского Союза Д. М. Карбышева.